# Gisela Dulko
| jaar | rang enkelspel | rang dubbelspel |
| ---- | -------------- | --------------- |
| 2000 | 585            | 665             |
| 2001 | 188            | 549             |
| 2002 | 152            | 125             |
| 2003 | 124            | 96              |
| 2004 | 33             | 34              |
| 2005 | 27             | 26              |
| 2006 | 61             | 29              |
| 2007 | 38             | 23              |
| 2008 | 51             | 132             |
| 2009 | 37             | 27              |
| 2010 | 49             | 1               |
| 2011 | 68             | 9               |
| 2012 | 310            | 46              |

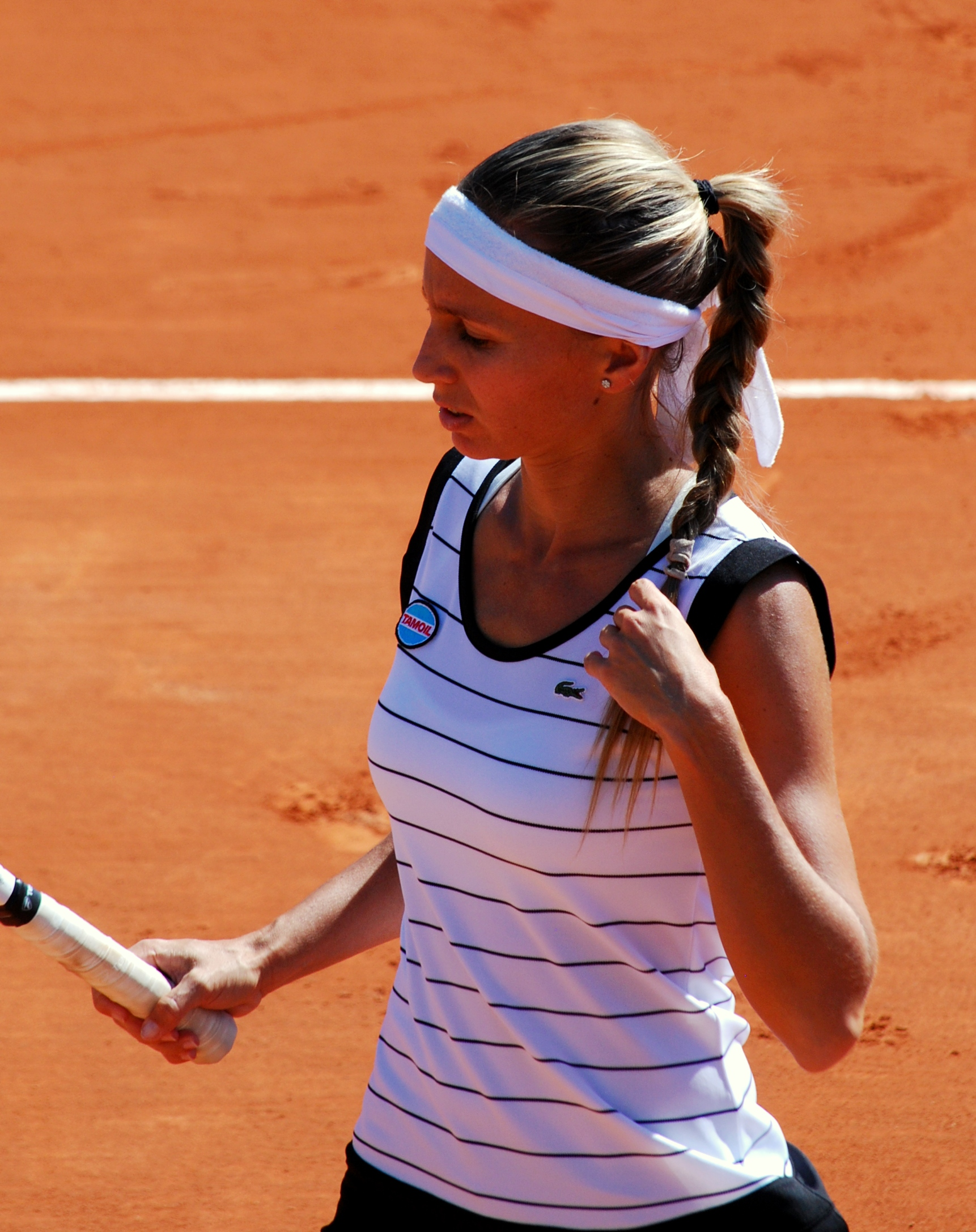
Roland Garros 2011

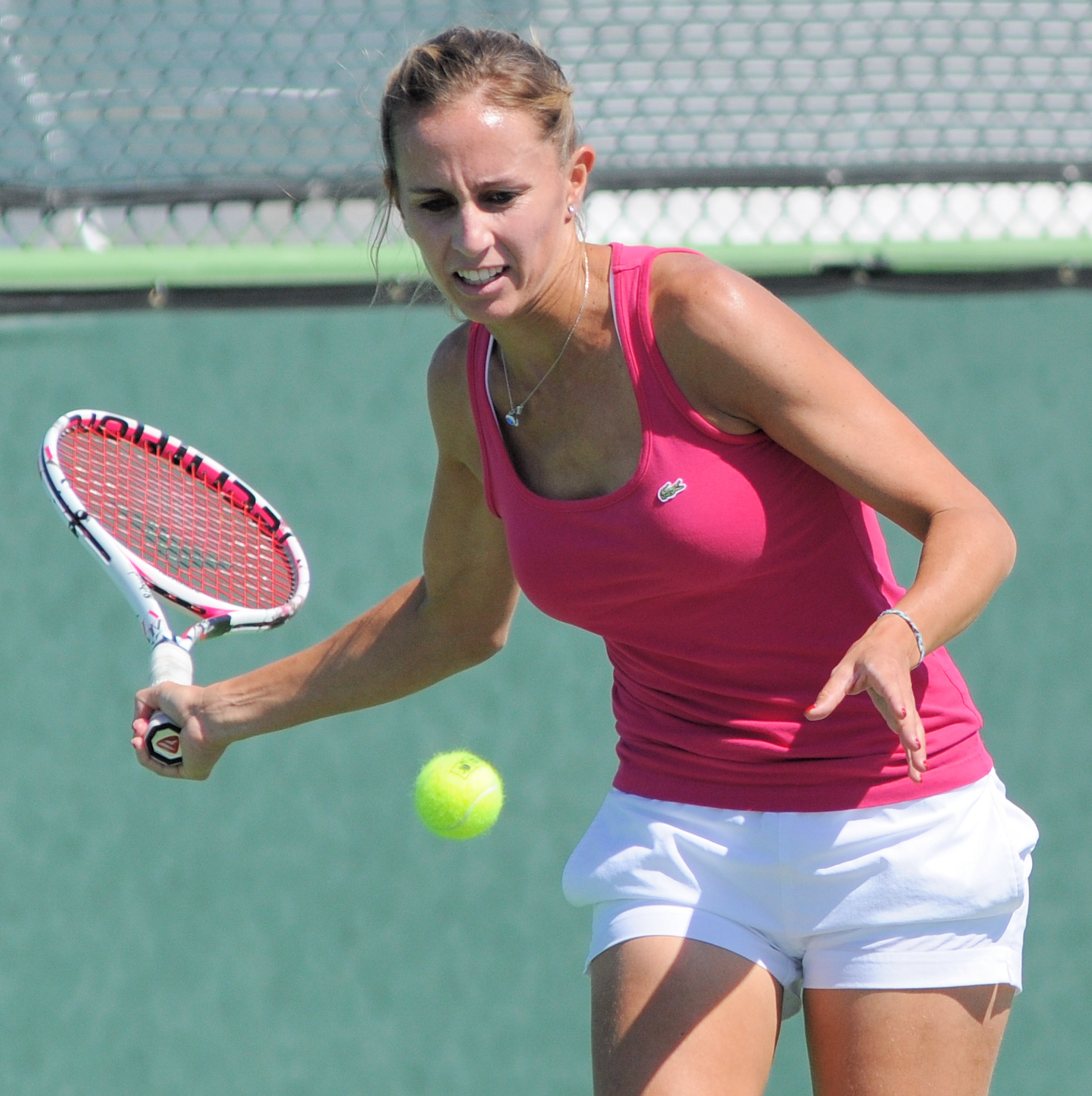
Indian Wells 2012

Gisela Alejandro Dulko (San Fernando, 30 januari 1985) is een voormalig professioneel tennisspeelster uit Argentinië. Dulko begon met tennis toen zij zeven jaar oud was. Haar favoriete ondergrond is hardcourt. Zij speelt rechtshandig en heeft een tweehandige backhand.
Op 27 juli 2011 trad zij in het huwelijk met landgenoot Fernando Gago (Olympisch voetballer in 2008 in Peking, waar zijn elftal de gouden medaille won). Zij bleef onder haar eigen naam tennis spelen. In de periode 2000–2011 maakte Dulko deel uit van het Argentijnse Fed Cup-team – zij vergaarde daar een winst/verlies-balans van 21–12. Zij was actief in het internationale tennis van 1999 tot en met 2012.

## Loopbaan

### 1999 – 2005
Dulko maakte haar debuut in het ITF-circuit in 1999 waar zij in haar geboorteplaats meteen de kwartfinale wist te bereiken. Haar eerste ITF-toernooiwinst boekte zij in 2000 in Montevideo. Op 9 oktober 2000 verkreeg zij voor het eerst een notering op de WTA-ranglijst waar zij op de 566e plaats binnenkwam.
In 2001 wist Dulko viermaal een ITF-toernooi te winnen. Zowel in Boca Raton, Miami, Civitanova als in Rimini mocht zij zich winnares van het toernooi noemen. Inmiddels was zij opgeklommen naar de 257e plaats op de WTA-ranglijst. Na nog wat toernooien in het ITF-circuit te hebben gespeeld, kreeg zij als nummer 212 van de wereld een wildcard om in 2002 in Scottsdale haar debuut in het WTA-circuit te maken, waar zij in de eerste ronde verloor van Tina Pisnik. Enige tijd later bereikte zij in Casablanca haar eerste halve finale van een WTA-toernooi. In 2003 reikte zij tot de kwartfinale in Estoril, waarin zij verloor van Iveta Benešová. Tijdens Roland Garros 2003 maakte zij haar grandslamdebuut. Zij verloor in de eerste ronde van Gala León García.
2004 was het jaar van haar echte doorbraak. Zij eindigde het jaar dan ook voor het eerst binnen de top vijftig van de WTA-ranglijst. Zij bereikte vier kwartfinales, waarvan één op het prestigieuze toernooi van Indian Wells waarin zij uiteindelijk haar meerdere moest erkennen in de als eerste geplaatste Lindsay Davenport. De overige kwartfinales bereikte zij in Memphis (verloren van Vera Zvonarjova), Bali en Peking (beide verloren van Svetlana Koeznetsova). Zij nam ook deel aan de Olympische Zomerspelen 2004 in Athene waar zij in de eerste ronde verloor.
In januari 2005 bereikte Dulko met haar landgenoot Guillermo Coria de finale van de Hopman Cup – zij verloren van het koppel uit Slowakije. In Hobart speelde Dulko haar eerste WTA-finale, nadat zij in de halve finale de als derde geplaatste Iveta Benešová had verslagen – de eindstrijd verloor zij van Zheng Jie. Zij won van diezelfde Zheng in Estoril waar zij in de halve finale niet opgewassen was tegen Lucie Šafářová. In juni 2005 bereikte zij haar eerste halve finale op gras in Rosmalen, nadat zij in de kwartfinale wist te winnen van de als tweede geplaatste Nadja Petrova. Zij verloor in de halve finale echter opnieuw van Lucie Šafářová. Haar volgende halve finale bereikte zij in Bangkok waar zij haar meerdere moest erkennen in Nicole Vaidišová.

### 2010: acht dubbelspeltitels
Ter voorbereiding op het Australian Open speelde Dulko het toernooi van Hobart; zij bereikte de kwartfinale waar zij in drie sets verloor van het eerste reekshoofd Anabel Medina Garrigues. Op het Australian Open zelf bereikte zij de derde ronde, haar beste prestatie tot dan toe in Melbourne. Zij bereikte die derde ronde onder andere door Ana Ivanović te verslaan. In het dubbelspel bereikte zij de kwartfinale.
Na het Australian Open speelde zij graveltoernooien in Bogota en Acapulco. In Bogota bereikte zij de halve finale in het enkelspel, en samen met de Roemeense Edina Gallovits won zij het dubbelspel. Acapulco verliep moeizamer; zij haalde de kwartfinale in het enkelspel, maar verloor in het dubbelspel (samen met de Hongaarse Ágnes Szávay) in de eerste ronde van de latere finalistes Sara Errani en Roberta Vinci. Zij won in Indian Wells van Justine Henin en bereikte zo de derde ronde van dit prestigieuze toernooi. Ook in Miami bereikte zij de derde ronde in het enkelspel; in het dubbelspel won zij het toernooi met Flavia Pennetta. Dit was het begin van een reeks van achttien partijzeges op rij met de Italiaanse – zij wonnen de toernooien van Stuttgart en Rome en haalden de finale van Madrid, maar werden daar verslagen door de Williams-zusjes. In het enkelspel verloor zij steeds in de eerste ronde van de genoemde toernooien. Op Roland Garros won zij haar openingspartij in het enkelspel van Viktoryja Azarenka maar verloor vervolgens in de tweede ronde van een kwalificatiespeelster. In het dubbelspel bereikte samen met haar Italiaanse kompaan de kwartfinale, haar beste prestatie ooit op Roland Garros.
Op Wimbledon verliep het enkelspel van Gisela niet goed – zij verloor (opnieuw) van een kwalificatiespeelster, dit keer in de eerste ronde. Het dubbelspel verliep veel beter, met een halve finaleplaats. Gemengd dubbelspel speelde zij ook, met de Argentijn Juan Ignacio Chela maar zij verloren al in de tweede ronde.
Na Wimbledon speelde zij nog één graveltoernooi, dat van Båstad. Zij schitterde in Båstad door in het enkelspel de finale te bereiken – zij schakelde eerste reekshoofd en dubbelmaatje Pennetta in de halve finale uit met 6-3 en 6-1. In de finale bood zij stevig weerwerk tegen Aravane Rezaï maar verloor na een driesetter met 3-6, 6-4 en 4-6. Het was haar eerste WTA-enkelspelfinale in meer dan een jaar. Ook in het dubbelspel bereikte zij de finale; deze won zij wel. Na Båstad trok zij zich een tijd terug uit de tenniswereld. Haar volgende toernooi, San Diego, was een maand later; zij kreeg een wildcard van de organisatie maar verloor in zowel het enkel- als het dubbelspel haar openingspartij. In Cincinnati was zij sterker: zij bereikte de tweede ronde in het enkelspel en verloor van de Belgische Yanina Wickmayer. In het dubbelspel bereikte zij de halve finale. Na Cincinnati volgde Montréal – in het enkelspel alleen eerste ronde, maar in het dubbelspel won zij het toernooi: met 7-5, 3-6 en [12-10] in de match-tiebreak van de finale. Op New Haven verloor zij in dubbelspel in de eerste ronde. In New York haalde zij in het enkelspel de derde ronde; in het vrouwendubbelspel en gemengd dubbelspel bereikte zij de kwartfinale.
Na het US Open begon zij aan haar Aziatische tournee – deze startte in Tokio, maar zij verloor al vroeg in het toernooi. In Peking kwam zij tegenover Aravane Rezaï te staan, diegene die haar eerder dat jaar al had verslagen in Båstad – Dulko zon dus op wraak; dat wat zij niet kon op gravel, kon zij wel op hardcourt: zij won met 6-4, 2-6 en 6-4. In de tweede ronde bood zij kranig weerwerk tegen Kirilenko maar zij verloor in een driesetter. In het dubbelspel verloor zij de finale na een match-tiebreak als derde set, het werd 6-7, 6-1 en [7-10]. In Linz verloor zij in de eerste ronde van de latere finaliste Patty Schnyder. Haar laatste officiële toernooi van 2010 was in Moskou – zij verloor (alweer) van een kwalificatiespeelster, ditmaal na een tiebreak in de derde set; het werd 3-6, 7-6 en 6-7. In het dubbelspel won zij het toernooi door met 6-3, 2-6 en [10-6] te winnen in de finale. Doordat zij in het dubbelspel zeven toernooioverwinningen en in ieder grandslamtoernooi minstens de kwartfinale behaalde, werd zij de nieuwe nummer één in het vrouwendubbelspel en mocht zij met Flavia Pennetta meedoen aan de WTA Championships in Doha. In Doha werden zij wereldkampioen; zij wonnen al hun partijen. Hiermee steeg haar aantal dubbelspeltitels in 2010 tot acht. Op de WTA-ranglijst eindigde zij dit jaar als de nummer één in het dubbelspel.

### 2011: grandslamtitel
In Sydney speelde Dulko haar eerste dubbelspelpartij, die zij evenwel meteen verloor. Zij had daardoor weinig voorbereiding op het Australian Open, maar won niettemin het dubbelspeltoernooi met Flavia Pennetta – de finale was er één uit duizend: zij stonden 2-6 en 1-4 achter, klaar voor de slachtbank dus, maar konden de achterstand nog ombuigen in winst; het werd 2-6, 7-5 en 6-1. Het was hun eerste (en enige) grandslamzege; het zou tevens haar laatste dubbelspeltitel worden. In het enkelspel verloor zij in de eerste ronde van de als eerste geplaatste Caroline Wozniacki.
Het eerste halfjaar verliep voorspoedig voor Dulko. Zij won namelijk het toernooi van Acapulco, door in de finale Arantxa Parra Santonja te verslaan met 6-3 en 7-6 – dit was haar vierde, en laatste, enkelspeltitel. Na Acapulco reisde zij door naar Monterrey waar zij de halve finale bereikte, waarin zij werd verslagen door de latere winnares, Anastasija Pavljoetsjenkova, met 6-4 en 6-1. Op het tweeluik Indian Wells-Miami bereikte zij respectievelijk de tweede en eerste ronde. Na Miami speelde zij op de Bahama's een demonstratiewedstrijd tegen Maria Sjarapova; zij verloor met 6-3 en 6-1. Hierna speelde zij nog wat gravelevenementen om zich op Roland Garros voor te bereiden – in Barcelona bereikte zij de tweede ronde; in Madrid verloor zij in de eerste ronde van Samantha Stosur met 3-6, 6-2 en 6-2; ook in Rome verloor zij in de eerste ronde. In het dubbelspel verloor zij in alle genoemde toernooien in de kwartfinale; zij kon geen enkele titel behalen.
Op Roland Garros bereikte zij de vierde ronde; hiermee evenaarde zij haar persoonlijk record op een grandslamtoernooi. De eerste twee ronden won zij gemakkelijk. In de derde ronde vond zij Stosur opnieuw tegenover zich; Gisela zon op wraak omdat de Australische haar in Madrid had uitgeschakeld; na drie sets zwoegen won de Argentijnse met 6-4, 1-6 en 6-3. In de volgende ronde ontmoette zij Marion Bartoli, maar daar liep het mis: Dulko liep een hamstringblessure op en moest bij een 5-7, 0-1-achterstand opgeven. De volgende dag speelde zij nog wel dubbelspel maar verloor met zware cijfers – de kwartfinale was hierdoor dus het eindstation, wat helemaal niet slecht was, want zij evenaarde haar persoonlijk record. Door de blessure miste zij Wimbledon en Båstad, wat een dalende plaats op de WTA-ranglijst ten gevolge had.
In juli trad zij in het huwelijk.
Op het US Open gemengd dubbelspel was zij verliezend finaliste samen met haar landgenoot Eduardo Schwank.

### 2012: afscheid
Na een weinig succesvol seizoen kondigde Dulko op 19 november 2012 haar afscheid aan op het professioneel tenniscircuit.

## Palmares
| Legenda                | Legenda                  |
| ---------------------- | ------------------------ |
| Grandslamtoernooi      |                          |
| Olympische Spelen      |                          |
| Year-End Championships |                          |
| tot 2009               | 2009 – 2020 / vanaf 2021 |
| Tier I                 | Premier Mandatory        |
| Tier II                | Premier Five / WTA 1000  |
| Tier III               | Premier / WTA 500        |
| Tier IV & V            | International / WTA 250  |
|                        | Challenger / WTA 125     |

### WTA-finaleplaatsen enkelspel
| nr.              | finale     | toernooi         | ondergrond | tegenstandster              | score         |         |
| ---------------- | ---------- | ---------------- | ---------- | --------------------------- | ------------- | ------- |
| gewonnen finales |            |                  |            |                             |               |         |
| 1.               | 2007-04-29 | WTA Boedapest    | gravel     | Sorana Cîrstea              | 6-7, 6-2, 6-2 | details |
| 2.               | 2007-08-25 | WTA Forest Hills | hardcourt  | Virginie Razzano            | 6-2, 6-2      | details |
| 3.               | 2008-05-04 | WTA Fez          | gravel     | Anabel Medina Garrigues     | 7-6, 7-6      | details |
| 4.               | 2011-02-26 | WTA Acapulco     | gravel     | Arantxa Parra Santonja      | 6-3, 7-6      | details |
| verloren finales |            |                  |            |                             |               |         |
| 1.               | 2005-01-14 | WTA Hobart       | hardcourt  | Zheng Jie                   | 2-6, 0-6      | details |
| 2.               | 2007-02-11 | WTA Pattaya      | hardcourt  | Sybille Bammer              | 5-7, 6-3, 5-7 | details |
| 3.               | 2009-02-22 | WTA Bogota       | gravel     | María José Martínez Sánchez | 3-6, 2-6      | details |
| 4.               | 2010-07-10 | WTA Båstad       | gravel     | Aravane Rezaï               | 3-6, 6-4, 4-6 | details |

### WTA-finaleplaatsen vrouwendubbelspel
| nr.              | finale     | toernooi          | ondergrond    | partner               | tegenstandsters                            | score             |         |
| ---------------- | ---------- | ----------------- | ------------- | --------------------- | ------------------------------------------ | ----------------- | ------- |
| gewonnen finales |            |                   |               |                       |                                            |                   |         |
| 01.              | 2003-04-05 | WTA Casablanca    | gravel        | María Emilia Salerni  | Henrieta Nagyová Olena Tatarkova           | 6-3, 6-4          | details |
| 02.              | 2005-10-09 | WTA Japan (Tokio) | hardcourt     | Maria Kirilenko       | Shinobu Asagoe María Vento-Kabchi          | 7-5, 4-6, 6-3     | details |
| 03.              | 2005-10-16 | WTA Bangkok       | hardcourt     | Shinobu Asagoe        | Conchita Martínez Virginia Ruano Pascual   | 6-1, 7-5          | details |
| 04.              | 2005-10-30 | WTA Linz          | hardcourt (i) | Květa Peschke         | Conchita Martínez Virginia Ruano Pascual   | 6-2, 6-3          | details |
| 05.              | 2006-02-26 | WTA Bogota        | gravel        | Flavia Pennetta       | Ágnes Szávay Jasmin Wöhr                   | 7-6, 6-1          | details |
| 06.              | 2006-07-23 | WTA Cincinnati    | hardcourt     | Maria Elena Camerin   | Marta Domachowska Sania Mirza              | 6-4, 3-6, 6-2     | details |
| 07.              | 2009-01-16 | WTA Hobart        | hardcourt     | Flavia Pennetta       | Aljona Bondarenko Kateryna Bondarenko      | 6-2, 7-6          | details |
| 08.              | 2009-07-11 | WTA Båstad        | gravel        | Flavia Pennetta       | Nuria Llagostera Vives MJ Martínez Sánchez | 6-2, 0-6, [10-5]  | details |
| 09.              | 2010-02-20 | WTA Bogota        | gravel        | Edina Gallovits       | Olha Savtsjoek Anastasija Jakimava         | 6-2, 7-6          | details |
| 10.              | 2010-04-04 | WTA Miami         | hardcourt     | Flavia Pennetta       | Nadja Petrova Samantha Stosur              | 6-3, 4-6, [10-7]  | details |
| 11.              | 2010-05-02 | WTA Stuttgart     | gravel (i)    | Flavia Pennetta       | Květa Peschke Katarina Srebotnik           | 3-6, 7-6, [10-5]  | details |
| 12.              | 2010-05-08 | WTA Rome          | gravel        | Flavia Pennetta       | Nuria Llagostera Vives MJ Martínez Sánchez | 6-4, 6-2          | details |
| 13.              | 2010-07-10 | WTA Båstad        | gravel        | Flavia Pennetta       | Renata Voráčová B Záhlavová-Strýcová       | 7-6, 6-0          | details |
| 14.              | 2010-08-22 | WTA Montréal      | hardcourt     | Flavia Pennetta       | Květa Peschke Katarina Srebotnik           | 7-5, 3-6, [12-10] | details |
| 15.              | 2010-10-23 | WTA Moskou        | hardcourt (i) | Flavia Pennetta       | Sara Errani MJ Martínez Sánchez            | 6-3, 2-6, [10-6]  | details |
| 16.              | 2010-10-31 | WTA Championships | hardcourt     | Flavia Pennetta       | Květa Peschke Katarina Srebotnik           | 7-5, 6-4          | details |
| 17.              | 2011-01-28 | Australian Open   | hardcourt     | Flavia Pennetta       | Viktoryja Azarenka Maria Kirilenko         | 2-6, 7-5, 6-1     | details |
| verloren finales |            |                   |               |                       |                                            |                   |         |
| 01.              | 2002-07-14 | WTA Casablanca    | gravel        | C Martínez Granados   | Petra Mandula Patricia Wartusch            | 2-6, 1-6          | details |
| 02.              | 2004-05-02 | WTA Warschau      | gravel        | Patricia Tarabini     | Silvia Farina Francesca Schiavone          | 6-3, 2-6, 1-6     | details |
| 03.              | 2004-09-26 | WTA Peking        | hardcourt     | María Vento-Kabchi    | Emmanuelle Gagliardi Dinara Safina         | 4-6, 4-6          | details |
| 04.              | 2005-08-27 | WTA New Haven     | hardcourt     | Maria Kirilenko       | Lisa Raymond Samantha Stosur               | 2-6, 7-6, 1-6     | details |
| 05.              | 2006-05-07 | WTA Estoril       | gravel        | María Sánchez Lorenzo | Li Ting Sun Tiantian                       | 2-6, 2-6          | details |
| 06.              | 2006-07-30 | WTA Stanford      | hardcourt     | Maria Elena Camerin   | Anna-Lena Grönefeld Shahar Peer            | 1-6, 4-6          | details |
| 07.              | 2009-02-22 | WTA Bogota        | gravel        | Flavia Pennetta       | Nuria Llagostera Vives MJ Martínez Sánchez | 5-7, 6-3, [7-10]  | details |
| 08.              | 2009-03-21 | WTA Indian Wells  | hardcourt     | Shahar Peer           | Viktoryja Azarenka Vera Zvonarjova         | 4-6, 6-3, [5-10]  | details |
| 09.              | 2009-05-03 | WTA Stuttgart     | gravel (i)    | Flavia Pennetta       | Bethanie Mattek-Sands Nadja Petrova        | 7-5, 3-6, [7-10]  | details |
| 10.              | 2010-05-15 | WTA Madrid        | gravel        | Flavia Pennetta       | Serena Williams Venus Williams             | 2-6, 5-7          | details |
| 11.              | 2010-10-10 | WTA Peking        | hardcourt     | Flavia Pennetta       | Chuang Chia-jung Volha Havartsova          | 6-7, 6-1, [7-10]  | details |
| 12.              | 2011-10-01 | WTA Tokio         | hardcourt     | Flavia Pennetta       | Liezel Huber Lisa Raymond                  | 6-7, 6-0, [6-10]  | details |
| 13.              | 2011-10-08 | WTA Peking        | hardcourt     | Flavia Pennetta       | Květa Peschke Katarina Srebotnik           | 3-6, 4-6          | details |

### Finaleplaatsen gemengd dubbelspel
| nr.              | finale     | toernooi   | ondergrond    | partner         | tegenstanders                     | score            |         |
| ---------------- | ---------- | ---------- | ------------- | --------------- | --------------------------------- | ---------------- | ------- |
| gewonnen finales |            |            |               |                 |                                   |                  |         |
| geen             |            |            |               |                 |                                   |                  |         |
| verloren finales |            |            |               |                 |                                   |                  |         |
| 1.               | 2005-01-08 | Hopman Cup | hardcourt (i) | Guillermo Coria | Daniela Hantuchová Dominik Hrbatý | 0-3              | details |
| 2.               | 2011-09-09 | US Open    | hardcourt     | Eduardo Schwank | Melanie Oudin Jack Sock           | 6-7, 6-4, [8-10] | details |

### Gewonnen ITF-toernooien enkelspel
| nr. | datum      | toernooi   | dotatie  | tegenstandster      | score         |
| --- | ---------- | ---------- | -------- | ------------------- | ------------- |
| 1.  | 2000-10-01 | Montevideo | $ 10.000 | Geraldine Aizenberg | 6-1, 6-2      |
| 2.  | 2001-01-21 | Boca Raton | $ 10.000 | Jolene Watanabe     | 4-6, 7-5, 7-6 |
| 3.  | 2001-01-28 | Miami      | $ 10.000 | Jane Chi            | 5-7, 6-3, 7-6 |
| 4.  | 2001-07-29 | Civitanova | $ 25.000 | Eva Fislová         | 2-6, 6-3, 6-3 |
| 5.  | 2001-08-12 | Rimini     | $ 25.000 | Petra Mandula       | 1-6, 6-3, 6-1 |
| 6.  | 2002-04-21 | Jackson    | $ 25.000 | Evelyn Fauth        | 5-7, 6-1, 6-3 |

### Gewonnen ITF-toernooien dubbelspel
| nr. | datum      | toernooi         | dotatie  | partner              | tegenstandsters                  | score         |
| --- | ---------- | ---------------- | -------- | -------------------- | -------------------------------- | ------------- |
| 1.  | 2000-09-24 | Asuncion         | $ 10.000 | Jorgelina Cravero    | Larissa Schaerer Sarah Tami Masi | 4-6, 6-3, 6-3 |
| 2.  | 2000-10-01 | Montevideo       | $ 10.000 | Jorgelina Cravero    | Geraldine Aizenberg Paula Racedo | 6-1, 6-4      |
| 3.  | 2002-10-13 | Hallandale Beach | $ 25.000 | Milagros Sequera     | Petra Cetkovská Barbora Strýcová | 6-2, 7-5      |
| 4.  | 2003-05-18 | Bromma           | $ 25.000 | María Emilia Salerni | Melinda Czink Zsófia Gubacsi     | 6-4, 6-3      |
| 5.  | 2004-02-01 | Waikoloa         | $ 50.000 | Patricia Tarabini    | Amanda Augustus Natalie Grandin  | 1-6, 6-3, 6-3 |
| 6.  | 2004-02-08 | Rockford         | $ 25.000 | Mariana Díaz Oliva   | Leanne Baker Francesca Lubiani   | 6-7, 6-3, 6-1 |

## Resultaten grandslamtoernooien
| Legenda | Legenda                          |
| ------- | -------------------------------- |
| g.t.    | geen toernooi gehouden           |
| l.c.    | lagere categorie                 |
| –       | niet deelgenomen                 |
| G       | uitgeschakeld in de groepsfase   |
| 1R      | uitgeschakeld in de eerste ronde |
| 2R      | uitgeschakeld in de tweede ronde |
| 3R      | uitgeschakeld in de derde ronde  |
| 4R      | uitgeschakeld in de vierde ronde |
| KF      | uitgeschakeld in de kwartfinale  |
| HF      | uitgeschakeld in de halve finale |
| F       | de finale verloren               |
| W       | het toernooi gewonnen            |
| w-v     | winst/verlies-balans             |

### Enkelspel
| Toernooi        | 2003 | 2004 | 2005 | 2006 | 2007 | 2008 | 2009 | 2010 | 2011 | 2012 | w-v  |
| --------------- | ---- | ---- | ---- | ---- | ---- | ---- | ---- | ---- | ---- | ---- | ---- |
| Australian Open | –    | 1R   | 2R   | 2R   | 2R   | 1R   | 2R   | 3R   | 1R   | 1R   | 6-9  |
| Roland Garros   | 1R   | 3R   | 2R   | 4R   | 2R   | 2R   | 3R   | 2R   | 4R   | –    | 14-9 |
| Wimbledon       | –    | 3R   | 2R   | 3R   | 1R   | 3R   | 3R   | 1R   | –    | –    | 9-7  |
| US Open         | –    | 2R   | 2R   | 1R   | 1R   | 1R   | 4R   | 3R   | 2R   | –    | 8-8  |

### Vrouwendubbelspel
| Toernooi        | 2002 | 2003 | 2004 | 2005 | 2006 | 2007 | 2008 | 2009 | 2010 | 2011 | 2012 | w-v   |
| --------------- | ---- | ---- | ---- | ---- | ---- | ---- | ---- | ---- | ---- | ---- | ---- | ----- |
| Australian Open | –    | –    | 2R   | 2R   | KF   | 3R   | 1R   | 2R   | KF   | W    | 3R   | 19-8  |
| Roland Garros   | –    | 2R   | 3R   | 2R   | 3R   | KF   | 1R   | 2R   | KF   | KF   | 2R   | 17-10 |
| Wimbledon       | 1R   | 1R   | 3R   | 1R   | 1R   | 1R   | 2R   | 2R   | HF   | –    | 1R   | 8-10  |
| US Open         | –    | 1R   | 1R   | 3R   | 1R   | 3R   | 2R   | 3R   | KF   | 3R   | –    | 12-9  |

### Gemengd dubbelspel
| Toernooi        | 2004 | 2005 | 2006 |    | 2009 | 2010 | 2011 | 2012 | w-v |
| --------------- | ---- | ---- | ---- | -- | ---- | ---- | ---- | ---- | --- |
| Australian Open | –    | 1R   | –    | –  | –    | –    | 1R   | 0-2  |     |
| Roland Garros   | –    | –    | KF   | –  | –    | –    | 2R   | 3-2  |     |
| Wimbledon       | 2R   | KF   | 2R   | 2R | 2R   | –    | –    | 7-5  |     |
| US Open         | –    | –    | –    | –  | KF   | F    | –    | 6-2  |     |